# Donald Thomas
Donald Alan Thomas (Cleveland, 6 de maio de 1955) é um ex-astronauta norte-americano.

## Biografia
Formado em Física e com doutorado em ciência de materiais pela Universidade Cornell em 1982, trabalhou inicialmente na iniciativa privada, como integrante do corpo técnico da Bell Labs, o braço de pesquisas tecnológicas da multinacional de telecomunicações AT&T. Em 1987, trabalhando na Lockheed, teve o primeiro contato com a tecnologia espacial, como responsável pela análise do material usado nas cargas levadas ao espaço no ônibus espacial. No ano seguinte, passou a trabalhar na sede da agência em Houston, como engenheiro de materiais.
Thomas foi selecionado para o corpo de astronautas em janeiro de 1990, qualificando-se como especialista de missão em janeiro de 1991. Servindo inicialmente como CAPCOM (controlador de missão em terra) em três missões do ônibus espacial, ele foi ao espaço por quatro vezes a partir de 1994.
A primeira viagem foi em julho de 1994, com a STS-65 Columbia, missão de quinze dias que quebrou o recorde de permanência no espaço para um ônibus espacial e realizou mais de oitenta experiências em órbita, especialmente na área da microgravidade.
A segunda missão foi um ano depois com a STS-70 Discovery, quando ele foi o responsável por colocar em órbita, a partir da nave espacial, o último dos Tracking and Data Relay Satellite (TDRS), um rede de satélites de comunicações criada para a comunicação entre a Terra, demais satélites em órbita terrestre e a Estação Espacial Internacional.
A terceira missão, STS-83 Columbia, em abril de 1997, foi realizada para estudos com o Spacelab, o laboratório de pesquisas transportado no compartimento do ônibus espacial. Programada para durar quinze dias, a missão foi abortada com apenas três, devido a um problema com uma das células da unidade de geração de força da nave espacial. Assim, três meses depois, ele e toda a tripulação da STS-83 voltaram à órbita, para completar a mesma missão, na mesma nave, agora com o código de voo STS-94.
De volta a funções no solo, entre 1999 e 2000 ele ocupou o cargo de diretor de operações da NASA no Centro de Treinamento de Cosmonautas Yuri Gagarin, na Cidade das Estrelas, Moscou, Rússia. Escalado para participar da Expedição 6, a missão de longa duração realizada na Estação Espacial Internacional em 2002/2003, teve sua participação vetada pelos médicos da agência após exames específicos de capacitação de astronautas para missões de longa duração em gravidade zero. 
Thomas deixou a NASA em julho de 2007 para trabalhar na iniciativa privada.